# Mănăstirea Tsadkane Mariam
Mănăstirea Debre Metmik Tsadkane Mariam, cunoscută și ca Mănăstirea Tsadkane Mariam, (în amharică ደብረ መጥምቅ ፃድቃኔ ማርያም ገዳም este o mănăstire a Bisericii Ortodoxe Etiopiene, aflată în munții din apropierea urbei Sela Dingay din zona Scioa de Nord, statul Amhara, Republica Federală Democratică a Etiopiei, la 200 de km nord-est de Addis Abeba.